# Clitoride

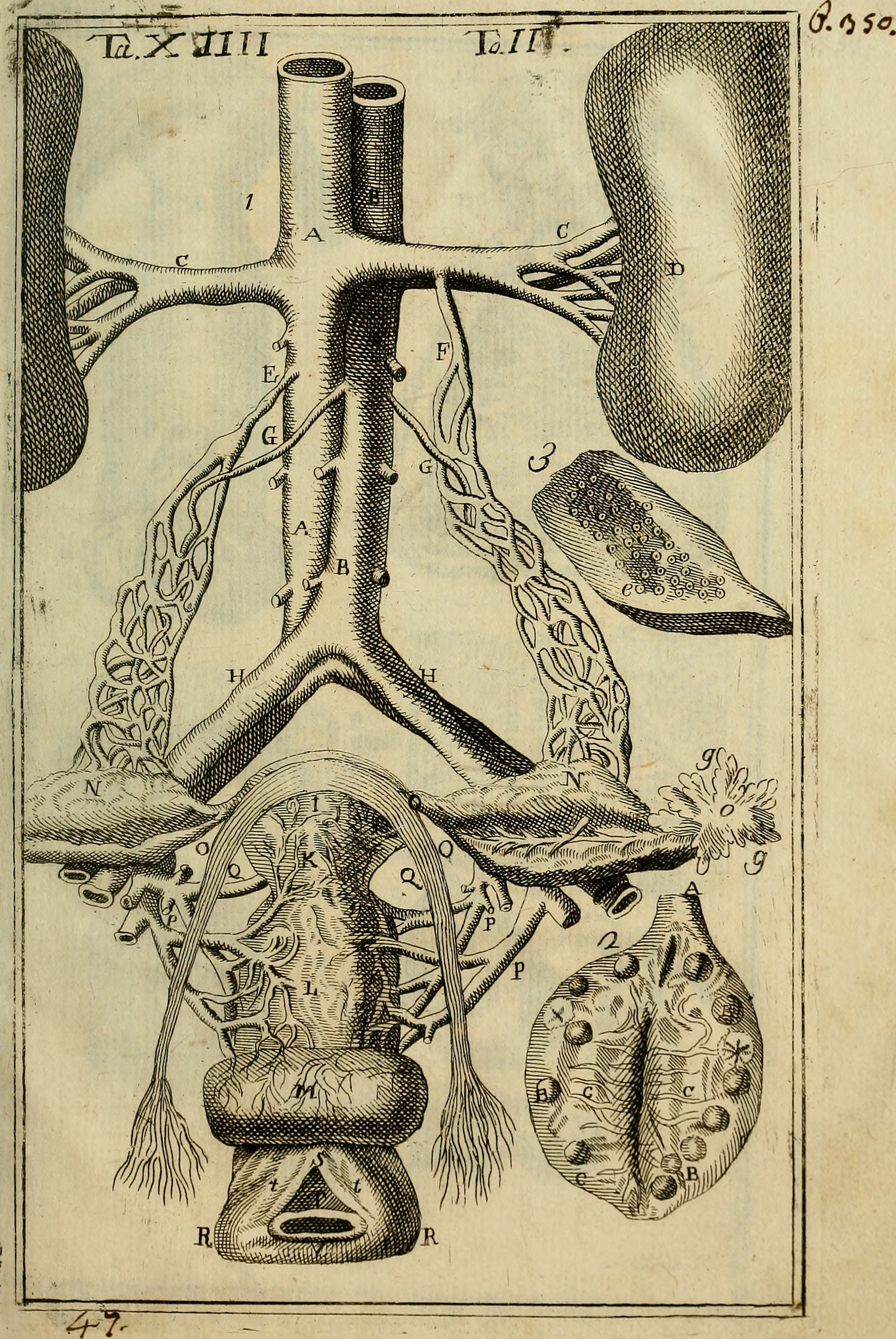
Antica immagine

 La clitoride (dal greco κλειτορίς, -ίδος, kleitorís, -ídos, dal significato di "collinetta") è un organo dell'apparato genitale femminile ed è il principale organo erettile dei mammiferi di sesso femminile. Nella donna è posta sulla parte anteriore superiore della vulva, dove si uniscono le piccole labbra della vagina e sotto una piega della pelle che lo copre, chiamata cappuccio (prepuzio).

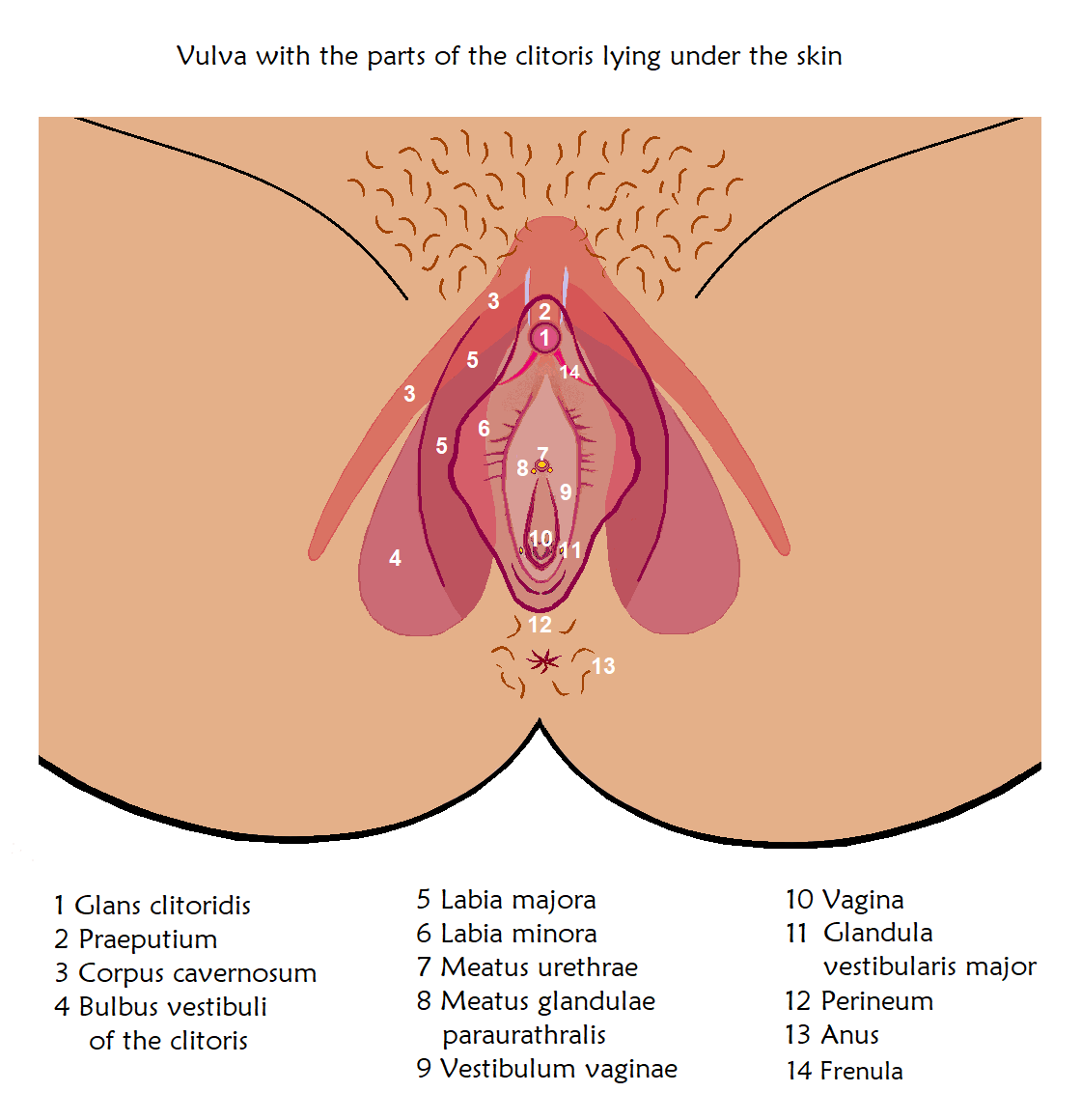

Oltre che nei mammiferi, essa è presente negli struzzi e in altri amnioti.
Al contrario del pene, il suo omologo maschile, la clitoride normalmente non contiene l'apertura distale dell'uretra, e non ha nessun ruolo nella minzione e nella riproduzione.
In alcuni animali, fra cui la iena, la clitoride è particolarmente grande e viene usata anche per la minzione, l'accoppiamento e il parto. Anche in altri mammiferi, fra cui i lemuri e le scimmie ragno, la clitoride risulta di dimensioni notevoli.

Il primo anatomista a darne una completa descrizione anatomica e funzionale è stato Georg Ludwig Kobelt.

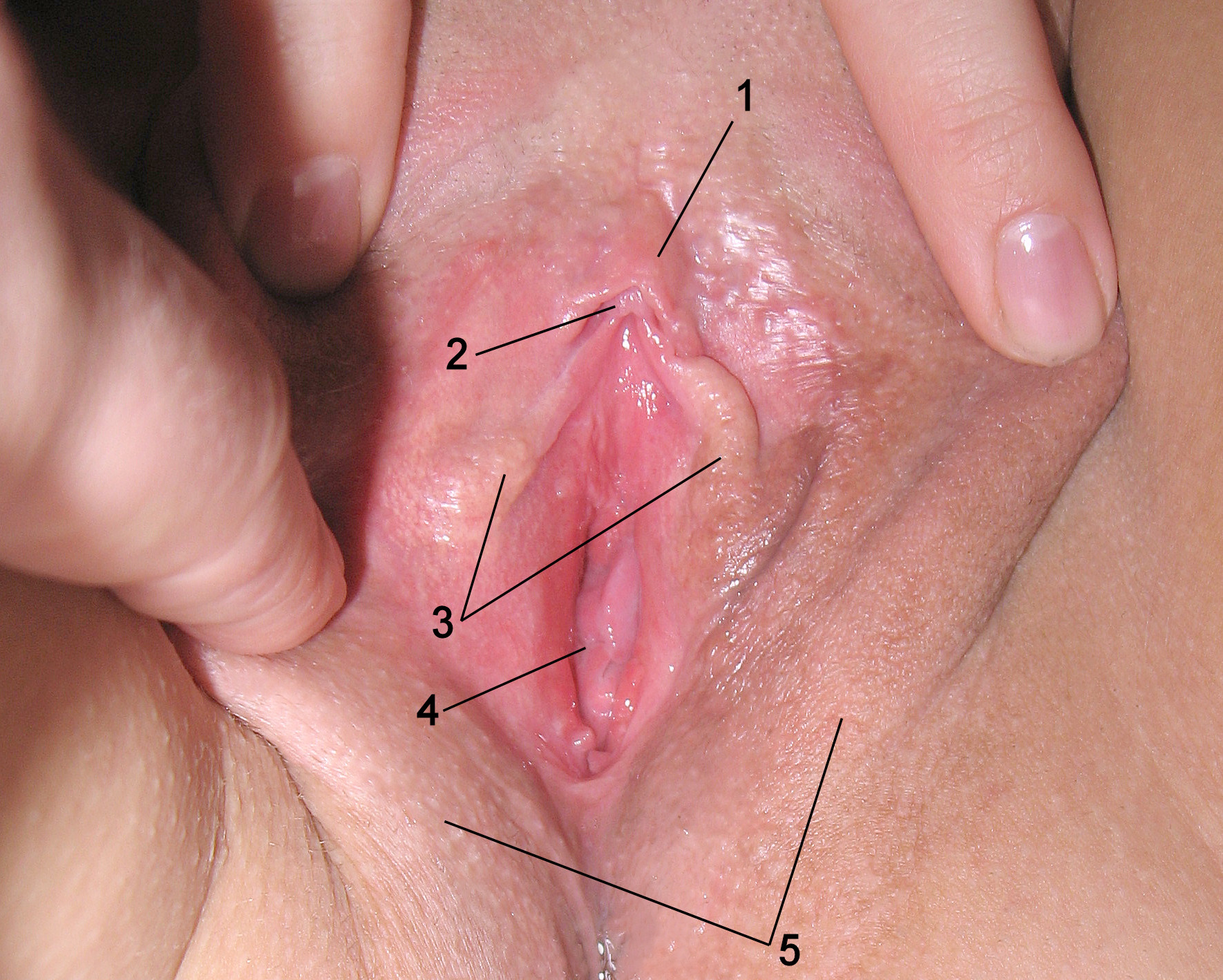
1) Prepuzio del clitoride, 2) Clitoride, 3) Piccole labbra, 4) Vagina, 5) Grandi labbra

## Anatomia e fisiologia

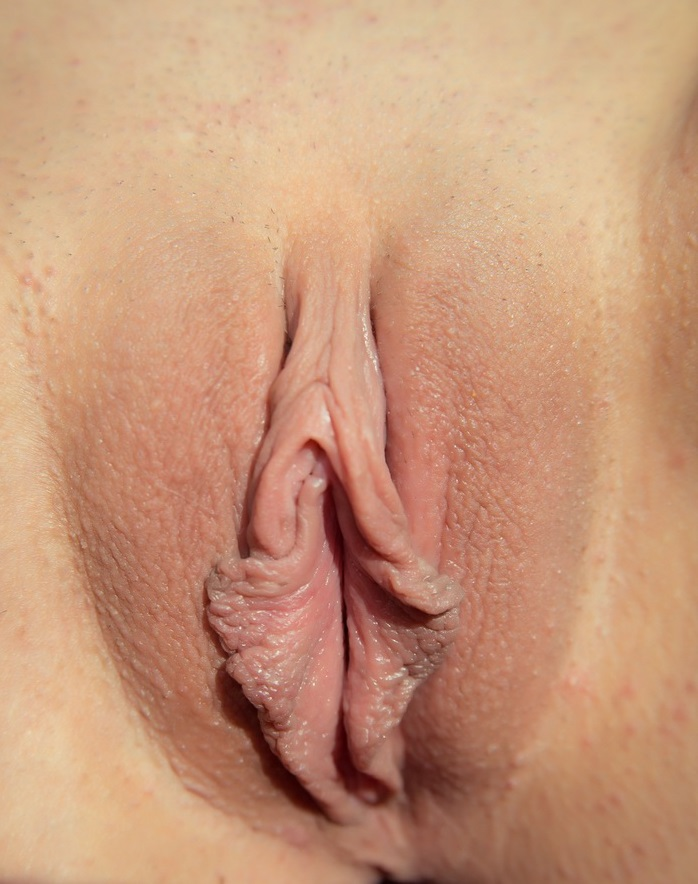
Quando non è in stato di eccitazione, la clitoride è ricoperta dal prepuzio clitorideo (costituito da un lembo di pelle formato dalle piccole labbra)

La clitoride fa parte degli organi erettili dell'apparato genitale femminile, assieme ai bulbi del vestibolo. È un organo impari e mediano, situato nella porzione anterosuperiore della vulva, al di sotto della commessura anteriore delle labbra. Ha una parte libera di forma cilindroide di lunghezza 2-3 cm e diametro di 6-7 mm che aumentano durante l'eccitazione sessuale. È costituito da due corpi cavernosi che formano un organo unico, detto corpo dellanclitoride, che si porta in alto e in avanti, per ripiegare poi in basso, terminando con un glande sormontato da un prepuzio clitorideo. Sono proprio i corpi cavernosi della clitoride che ne permettono l'aumento di dimensione durante l'eccitazione sessuale, con gli stessi meccanismi che avvengono nei corpi cavernosi del pene.
L'innervazione sensitiva della clitoride, particolarmente abbondante, è assicurata dai nervi provenienti dai due nervi pudendi interni e decorrono sulla superficie della clitoride fino a terminare nel glande. In tutta la clitoride, con massima densità nel suo glande, esistono in numero notevole corpuscoli sensitivi di varia natura, quali quelli di Meissner, di Pacini, di Krause ecc.).
È ancorata alla sinfisi pubica tramite il legamento suspensorio della clitoride.
Dal punto di vista dello sviluppo embrionale la clitoride ha la stessa origine del pene. È infatti anche chiamato "pene arcaico".
La conoscenza della clitoride e della sua anatomia è scarsa rispetto a quella di altri organi sessuali ed è influenzata in modo significativo dalle percezioni culturali di questo organo. Alcuni studiosi ritengono che una maggiore educazione al riguardo potrebbe aiutare a superare i giudizi sociali associati al corpo femminile e al piacere sessuale femminile; come per esempio, il fatto che la masturbazione femminile sia, a loro parere, un tabù da affrontare.

## Orgasmo clitorideo
La clitoride non partecipa alla funzione riproduttiva. Un'opportuna stimolazione attuata presso il glande della clitoride può portare la donna all'orgasmo.
Fino a tempi recenti venivano erroneamente definiti due tipi di orgasmo per la donna, quello clitorideo e quello vaginale.
Uno studio condotto su un campione di volontarie da Foldes e Buisson e intitolato Il complesso clitorideo: uno studio ecografico dinamico porta al superamento della distinzione tra i due orgasmi, sostenendo che l'orgasmo è sempre generato dal clitoride. L'orgasmo impropriamente detto vaginale sarebbe provocato dalla stimolazione per sfregamento indiretto della clitoride stessa. Solo il 25% delle donne sperimenterebbe regolarmente l'orgasmo durante la penetrazione vaginale.

## Mutilazioni clitoridee
L'escissione del clitoride è erroneamente chiamata circoncisione femminile. Quando, oltre all'escissione della clitoride, si ha l'ablazione delle grandi labbra e il restringimento con sommario intervento chirurgico occlusivo dell'orifizio vaginale, si parla di infibulazione.
Tali pratiche sono attuate in molti Paesi del mondo, in particolare in alcuni paesi arabi e africani, con diverse finalità:
- inibire la sessualità femminile;
- sono per le donne un obbligo sociale derivante da fattori economici (le donne non sono economicamente indipendenti);
- si ritiene la clitoridectomia una pratica "igienica" in quelle società che considerano il piacere sessuale femminile qualcosa di "sporco": in realtà l'igiene intima femminile peggiora, soprattutto con l'infibulazione che non permette l'eiezione dei fluidi corporei (urina, sangue mestruale, secrezioni vaginali).

Le mutilazioni comportano una diminuzione e talvolta un'alienazione della capacità della donna di raggiungere l'orgasmo. Inoltre la ferita cicatrizzata provocata dall'infibulazione si riapre in maniera molto dolorosa con la deflorazione.
Le Mutilazioni Genitali Femminili (MGF) comportano gravi danni psicologici e fisici, e possono condurre anche alla morte per emorragia e/o infezioni. Le MGF sono una violazione dei diritti umani, perseguita penalmente in molti paesi del mondo, compresa l'Italia.
Le MGF riflettono una disuguaglianza radicata tra i sessi, una forma estrema di discriminazione nei confronti delle donne e delle ragazze.
L'articolo 583-bis del codice penale italiano punisce entrambe le pratiche. La legislazione coranica non prevede interventi mutilatori, mentre è "raccomandata" (sunna), la circoncisione. La tradizione in alcune parti dell'Egitto e nel Corno d'Africa fa sopravvivere tali pratiche, talora eseguite anche dopo il trasferimento all'estero per motivi legati al fenomeno migratorio.

## Piercing della clitoride

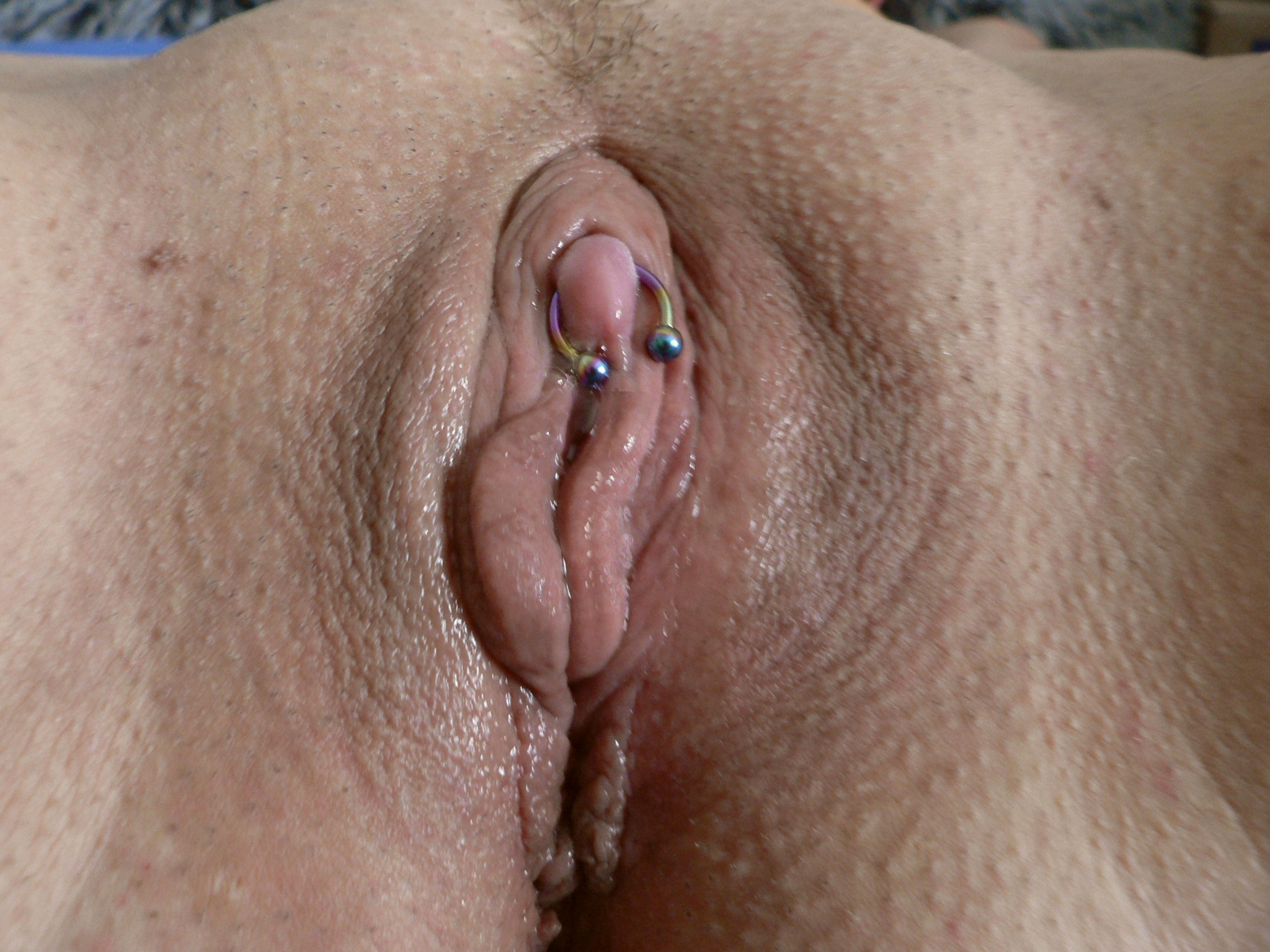
Piercing del clitoride

La clitoride è una delle zone soggette alla pratica del piercing, seppure molto meno comunemente di altre aree del corpo quali per esempio lobo dell'orecchio, narice, capezzoli o ombelico. Storicamente la pratica si attesta presso il popolo del Borneo dei daiachi (presso cui è in uso anche il piercing del glande maschile detto ampallang), dove viene praticato forando la clitoride con una spina e inserendovi poi un piccolo anello d'oro o un gioiello a forma di fuso e che rappresenta un grande orgoglio per le donne daiachi.